# Richtungshörer

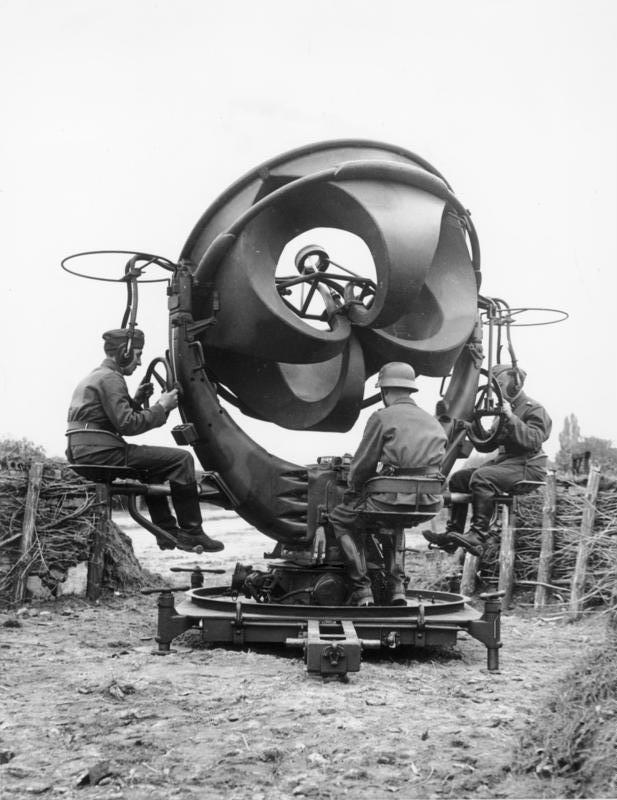
Ringtrichter-Richtungshörer (RRH) zur Einweisung der schweren Flak, Berlin 1939

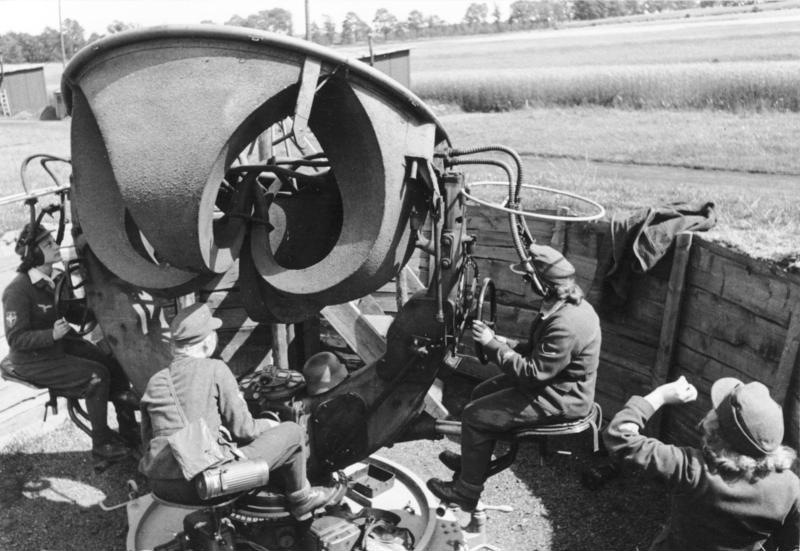
Flakhelferinnen an einem Ringtrichter-Richtungshörer (RRH) (Horchgerät) im Jahr 1943

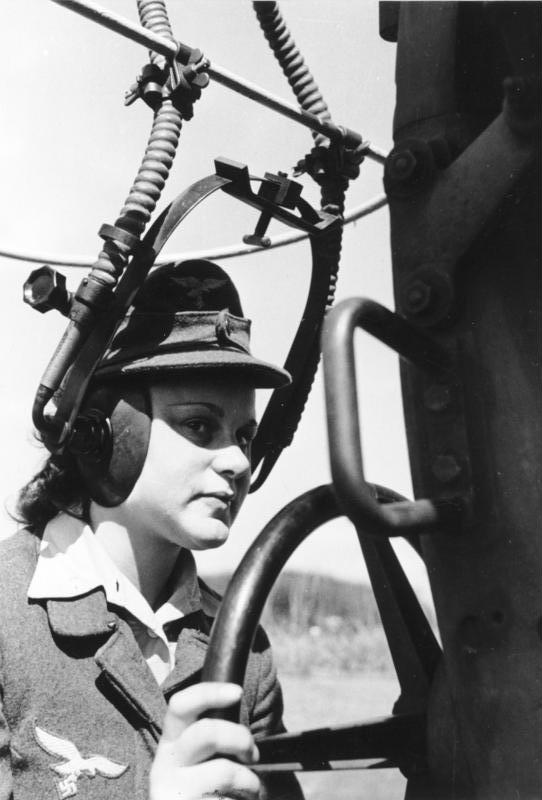
Flakhelferin am Horchgerät 1943

Richtungshörer sind Apparaturen, um Schallereignisse räumlich zu lokalisieren. Sie wurden oft „Horchgeräte“ genannt. Typische Anwendungen waren im Nebel anfliegende Zeppeline, U-Boote oder gegnerische Geschütze auf den Schlachtfeldern. Im Ersten Weltkrieg kamen sie vor allem zur akustischen Luftaufklärung zum Einsatz und im Zweiten Weltkrieg, um bei unsichtigem Wetter wie Nebel oder Dunkelheit feindliche Flugzeuge orten zu können. Mit der Erfindung des Radars wurde die Technik ab ca. 1940 obsolet.
Als mögliche Vorwarngeräte gegen Flieger waren auch Hohlspiegelmikrofone erprobt worden.
Eine dem Horchgerät zugrundeliegende technische Grundidee ist heute, wenn auch mit anderer Technik und Zielsetzung, in der „Akustischen Kamera“ fortgeführt.

## Unterwasserglocken
Unter Wasser angebrachte Nebelglocken dienten bei schlechter Sicht dazu, Schiffe oder schwimmende Schifffahrtszeichen orten zu können. 1914 machten 160 Schiffe, vor allem im Ärmelkanal, von dieser akustischen Unterwassertechnik Gebrauch, 1925 waren es schon 1150 Schiffe. Um die Herkunft des Glockensignals zu orten, setzte man Richtungshörer ein, „indem man die beiden Telephone in Hörrohren so lange hin- und herschob, bis beide den in zwei 90 Zentimeter voneinanderliegenden Mikrophonen aufgefangenen Glockenton genau gleichzeitig übermittelten. In dieser Stellung hat der Beobachter den Eindruck, daß der Schall direkt von vorn auf ihn zukommt.“

## Der Wertbostel
Max Wertheimer und Erich Moritz von Hornbostel am Berliner Psychologischen Institut entwickelten 1915 eine später „Wertbostel“ genannte Apparatur zur akustischen Lokalisation von Schallquellen für die militärische Aufklärung.
Der Hintergrund dafür war, dass mit der fortschreitenden technischen Entwicklung der Artillerie die Schlachtfelder im Ersten Weltkrieg optisch kaum noch zu überblicken waren. Aus dem Bedürfnis heraus, dennoch die feindlichen Geschützstellungen ausfindig zu machen, entwickelte sich das militärische Schallmesswesen. Im Prinzip besteht der Richtungshörer von Wertheimer und Hornbostel, aber auch der anderer Erfinder, aus zwei Schalltrichtern, die an einem langen Stab, der Basis, befestigt sind. Die Basis ist auf einem Stativ installiert und kann gedreht werden. An den Trichtern sind Schallrohre bzw. Schallschläuche angeschlossen, die mit dem menschlichen Ohr verbunden werden.
Die Funktionsweise beruht auf der sehr genauen Wahrnehmung der sogenannten Mittenschwelle. Trifft eine Wellenfront des Schalls nicht exakt zeitgleich an beiden Ohren auf, kann die menschliche Wahrnehmung feststellen, dass ein Gangunterschied besteht. Die Genauigkeit wird mit zunehmendem Abstand der Ohren größer. Durch die Verwendung von Trichtern an einer langen Basis wird eine virtuelle Abstandsvergrößerung erreicht. Um eine Schallquelle zu lokalisieren, dreht man die Basis, bis diese Mittenwahrnehmung eintritt.
Der Wertbostel wurde im Juli 1915 zum Patent angemeldet und ab 1916 regulär für die militärische Aufklärung eingesetzt. Die Erfolge waren allerdings bescheiden, denn zum einen sind Artilleriefeuer nur kurzzeitige Schallereignisse, zum anderen gab es auf den Schlachtfeldern mehrere Geschützstellungen, so dass die Lokalisation erschwert wurde.
Wertheimer versuchte im Verlauf des Ersten Weltkriegs, den Richtungshörer für Unterwasseranwendungen zu adaptieren, hauptsächlich, um die Schraubengeräusche von U-Booten zu detektieren. Dazu führte er Experimente in Zusammenarbeit mit der Inspektion des Torpedowesens durch. Aufgrund technischer Schwierigkeiten konnte das Vorhaben nicht umgesetzt werden.

## Ringtrichter-Richtungshörer (RRH)
Sehr viel besser geeignet war der Richtungshörer für die Lokalisation von Flugzeugen. Das Prinzip des Richtungshörers wurde in zahlreichen Geräten verwirklicht, die bis in die 1930er Jahre Verwendung fanden – als Ringtrichter-Richtungshörer (RRH) der deutschen Wehrmacht. Die Geräte wurden meist für die Einweisung von Suchscheinwerfern bei Nacht eingesetzt und waren trotz des Aufkommens der Radar bzw. Funkmesstechnik bis Ende des Zweiten Weltkrieges im Einsatz. Die niedrigen Produktionskosten und die einfache Technik begünstigten den Einsatz bei Flakscheinwerfereinheiten gegenüber den nicht immer in ausreichender Anzahl zur Verfügung stehenden Funkmessgeräten (FuMG).
Beim Ringtrichter-Richtungshörer wurden vier mechanisch verbundene und über Kreuz angeordnete Hörtrichter akustisch auf die Schallquelle ausgerichtet. Mittels mehrerer Geräte konnte über Kreuzpeilung die wahre Position einer relativ langsam bewegten Schallquelle ermittelt werden.
Die räumliche Ausrichtung erfolgte unter Ausnutzung des Stereohörens – akustisch über Schlauch ohne elektronische Verstärkung – durch je eine Person je Vertikal- und Horizontal-Achse. Die Reichweite von ungefähr fünf bis zwölf Kilometern war sehr von der jeweiligen Wetterlage, der Motorenlautstärke des anzupeilenden Flugzeugs, den Störgeräuschen aus der Umwelt und der Hörfähigkeit der eingesetzten Person abhängig. Bei allen Wehrpflichtigen in Flakeinheiten Ende der 30er Jahre wurde als Eignungsfeststellung hierzu das akustische Hörvermögen bezüglich Stereohören vermessen.
Im August 1944 waren nach einer Aufstellung des Generalquartiermeisters der Luftwaffe Generalleutnant Dietrich von Criegern noch 5559 Ringtrichter-Richtungshörer im Einsatz.

## Schallmesstrupps

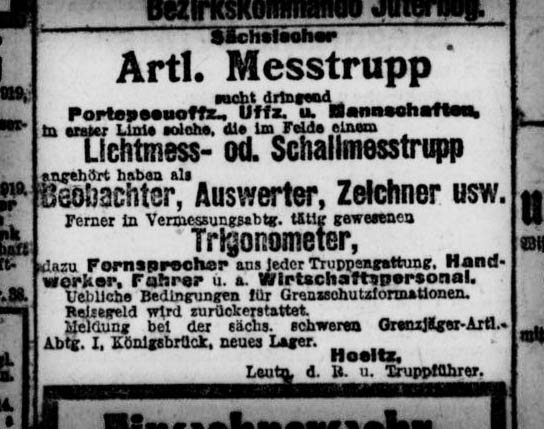
Stellenangebot von 1919: Lichtmesser und Schallmesser

Unter dem Titel Schallmeßtrupp 51: vom Krieg der Stoppuhren gegen Mörser und Haubitzen erschien 1933 ein Buch, in dem der Autor Martin Bochow die deutsche Kriegsführung im Ersten Weltkrieg verherrlichte. Er beschrieb den Einsatz von Richtungshörern gegen russische Truppenstellungen so:
„Die Offiziere der Batterien erkundigten sich beim Schall- und Lichtmeßtrupp nach den einzelnen russischen Batteriestellungen. Nun galt es nur noch, der Kontrolle halber ein Schuß abzugeben, um durch die Praxis zu prüfen, ob kein Fehler in den Berechnungen enthalten war ... wupp ... man hörte den mäßig lauten Abschußknall und eine Weile noch das Raunen und das Rumoren des fliegenden Geschosses ... dann brüllte etwas drüben auf ... rrrumms! Das war die Sprenggranate! Die Stoppuhren der Beobachter hatten sie gefaßt ... ein zweiter Schuß folgte .... wieder griffen ihn die Beobachter auf ... wenige kurze Rechnungen, es stand fest: Die Schüsse liegen richtig. Die Schallmeßbeobachter hatten den dröhnenden Knall gefaßt; eine kleine Korrektur wurde als notwendig erkannt. Sie alle konnten nur mit dieser unheimlichen Genauigkeit dort drüben treffen, weil wir hier gesessen hatten Tag und Nächte und immer wieder Tage und immer wieder Nächte, die Stoppuhren in der Hand, die Gummischläuche der Richtungshörer im Ohr, um schweigend und mit endloser Geduld zu erkunden, wer da schoß. Jetzt hatten wir nichts zu tun. Wo eine Batterie je einmal gestanden und gefeuert hatte, da lag jetzt dicker beißender Rausch, schwelendes Gas, da schwirrten die Sprengstücke der Granaten, da zerpafften die weißen Wölkchen der Schrapnelle. Es war ein unheimlich überwältigender Anblick.“
Es waren in der Regel niedere Dienstgrade wie Unteroffiziere, die in den Schallmesstrupps des Ersten Weltkriegs arbeiteten. Häufig bekamen sie Auszeichnungen. Die Eignung für diese Tätigkeit wurde mit ihrer Schulbildung zusammengebracht. So schrieb eine Badener Zeitung im Sommer 1917, dass die Gewerbeschule kriegswichtig sei:
„Wenn wir unsere guten Schulen nicht hätten, wo würden wir z. B. unsere Richtkanoniere, unsere Geschützführer hernehmen, wer könnte uns die vielen gewandten Fernsprecher, die Hilfsbeobachter stellen, wer die jetzt so gesuchten Batterieschlosser und Waffenschmiede? Ein Artillerie-Meßtrupp oder Schallmeßtrupp ohne technisch vorgebildete Leute, ohne Mannschaften, die in der Gewerbeschule rasch und gewissenhaft arbeiten, zeichnen gelernt haben, ist unmöglich, undenkbar!“
Auch über den Aufbau und die Stellung der Schallmesstrupps ist in historischen Zeitungen zu lesen, wie in diesem Bericht von der Westfront 1918:
„Vom Schallmeßtrupp, der zwischen der ersten und zweiten Linie im Divisionsabschnitt zwei Meßbasen hat mit je drei Meßpunkten (kleine Holzbuden mit Platz für zwei) kriecht ein Mann in den Eingang des Stollens. Die Schallmeßleute warteten in ihren Buden auf die Ankündigung des ersten Schusses einer Batterie, die eingeschossen werden sollte, als das feindliche Feuer einsetzte und schnell zum Trommeln anwuchs.“
Bei dem Trommelfeuer war eine Arbeit der Schallmesser nicht mehr möglich. Ein „Telephonist“, so der Text weiter, habe panisch die Messbasis verlassen und sei sofort tödlich verletzt worden. Die Kameraden kannten ihn nicht, und einer sah sich „die Stoppuhr an, die er aus dem Rock des Schallmeßtruppmannes genommen hat.“ Es handelte sich um den Typ Stoppuhr, wie ihn die Schallmesser verwendeten.

## Museale Rezeption

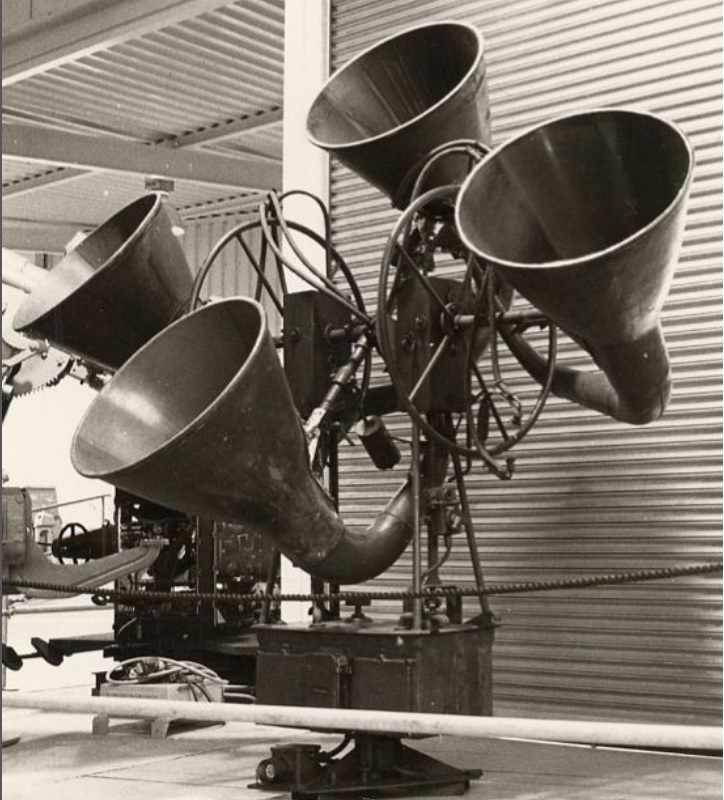
C39 in der Wehrtechnischen Studiensammlung Koblenz

Ein Ringtrichter-Richtungshörer und ein Horchgerät C39 (⁣⁣Inventarnummer: 6285⁣) sind in der Wehrtechnischen Studiensammlung in der Langemarck-Kaserne in Koblenz ausgestellt.